# Cape Blanche
Cape Blanche är en udde i Australien. Den ligger i delstaten South Australia, omkring 460 kilometer nordväst om delstatshuvudstaden Adelaide.
Trakten är glest befolkad. Närmaste större samhälle är Sceale Bay, nära Cape Blanche. 
Trakten runt Cape Blanche består i huvudsak av gräsmarker. Genomsnittlig årsnederbörd är 469 millimeter. Den regnigaste månaden är juni, med i genomsnitt 105 mm nederbörd, och den torraste är december, med 9 mm nederbörd.